# غابة عين طاية
غابة عين طاية أو حديقة القادوس أو غابة القادوس هي غابة تقع في عين طاية بولاية الجزائر، تدار من مديرية الغابات والحزام الأخضر لولاية الجزائر، تحت إشراف المديرية العامة للغابات.

## الموقع
تقع غابة عين الطاية على بعد 18 كم شرق الجزائر العاصمة، و 70 كم شرق تيبازة و 4 كم من البحر الأبيض المتوسط، وتقع في بلدية عين طاية في ميتجة.

## خلفية

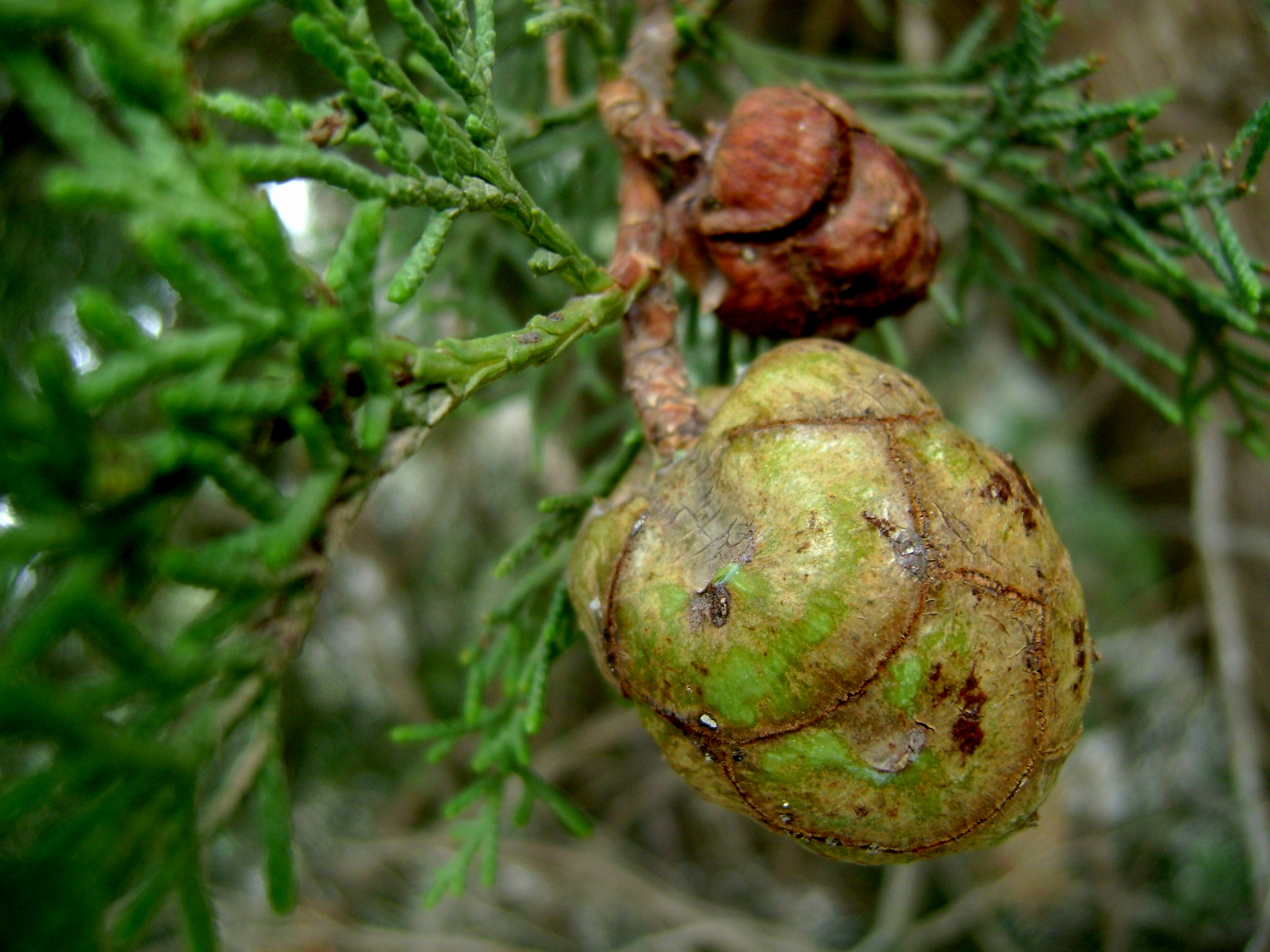
ثمار السرو.

غابة عين طاية تأسست حسب المرسوم ذي الرقم 84-45 في 18 فبراير 1984، المعدل والمتمم بالمرسوم ذي الرقم 07-09 في 11 يناير 2007، تبلغ مساحتها حوالي 5 هكتار (12 أكر) بطول 0,9 كم، تقع غرب بلدة عين الطاية. وتوجد فيها أنواع من أشجار الصنوبر البحري والسرو.